# Forks Lagoon
Die Forks Lagoon ist ein See im Mackenzie District der Region Canterbury auf der Südinsel von Neuseeland.

## Geographie
Die Forks Lagoon, von der Form her einer stark gekrümmten Banane gleich, befindet sich rund 230 m westlich des nach Norden fließenden Fork Stream und rund 3,4 km nördlich der Old Man Range. Der Lake Alexandrina und der Lake Tekapo sind nacheinander rund 4,8 km und 8,2 km östlich entfernt. Die Forks Lagoon liegt auf eine Höhe von rund 870 m und erstreckt sich mit einer Fläche von 13,4 Hektar über eine Länge von rund 750 m von Ostnordosten in einem Linksbogen über eine südliche zur schließlich südsüdöstlichen Richtung. An der breitesten Stelle misst der See rund 230 m in Nordwest-Südost-Richtung und die gesamte Uferlinie beträgt rund 2,1 km.
Ein Zufluss zum See ist nicht erkennbar und ein Abfluss erfolgt lediglich beim Überlaufen des Sees über ein kleines Rinnsal in Richtung des Fork Stream.